# اس‌اس الک
اس‌اس الک (به انگلیسی: SS Alk) یک کشتی بود که طول آن ۲۲۱ فوت ۴ اینچ (۶۷٫۴۶ متر) بود. این کشتی در سال ۱۹۲۴ ساخته شد.